# Ulica Armii Krajowej w Prudniku
Ulica Armii Krajowej w Prudniku – ulica w Prudniku, w centralnej części miasta.
Jedna z głównych ulic w Prudniku. Prowadzi nią droga krajowa nr 40. Wraz z ulicami Młyńską, Szkolną i Traugutta, ulica Armii Krajowej tworzy kwartał.

## Historia
Ulicę wytyczono na miejscu fosy, która została zasypana w połowie XIX wieku. Przebiegała łukiem wzdłuż dawnych murów obronnych Starego Miasta, łącząc z centrum miasta ulice biegnące od południa. Prowadziła przez przedmieście o luźnej zabudowie. Nadano jej nazwę Wallgrabenstrasse, następnie zmienioną na Wallstrasse (ul. Wałowa). Stała się główną arterią komunikacyjną, pozwalającą na ominięcie Rynku. W miejscu zlikwidowanych fortyfikacji miejskich, przy Domu Cechu Tkaczy, powstały planty.

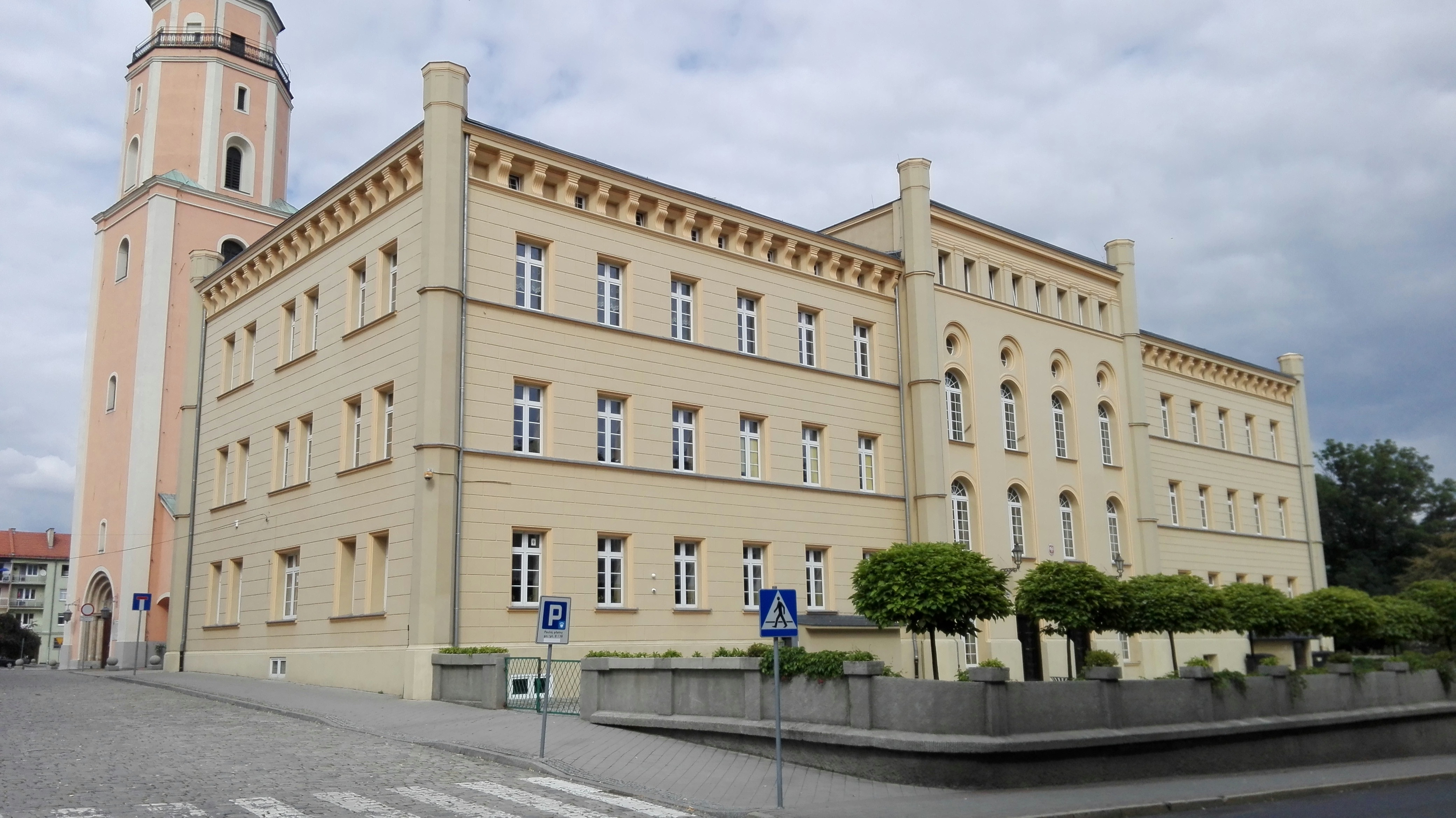
Budynek szkoły podstawowej, wzniesiony w 1861

W 1857 Johann Hanel założył przy ulicy pierwszą zmechanizowaną fabrykę obuwniczą. Znajdowały się przy niej również zakłady obuwnicze Reimitzów. W 1860 przy ulicy otwarto męską szkołę realną II stopnia. W 1861 wybudowano dla niej nowy budynek, w którym ulokowano również szkołę elementarną. Od 1869 funkcjonowała jako gimnazjum. Na początku XX wieku na skrzyżowaniu ulic Batorego i Armii Krajowej planowano budowę nowego kościoła katolickiego.
Podczas II wojny światowej w zakładzie obuwniczym przy ul. Armii Krajowej pracowali jeńcy wojenni z obozu w Łambinowicach. Bomba zrzucona podczas radzieckiego nalotu zerwała dach budynku mieszkalnego Hanela.
W marcu 1945 w budynku przy ul. Armii Krajowej 16 ulokowana została radziecka wojskowa Komendatura Powiatowa. W latach późniejszych w budynku mieściła się drukarnia, a następnie Studio Urody. Po przejęciu Prudnika przez administrację polską, ulica otrzymała nazwę Czerwonej Armii. Pod numerem 13 znajdowała się siedziba redakcji tygodnika „Głos Prądnika” (od 1946 „Nasz Głos”), pod numerem 36 warsztat szewski J. Berezeckiego, a pod numerem 6 restauracja „Kaskada” (w latach 60. XX wieku przeniesiona do budynku przy ul. Zamkowej). W znajdujących się przy ulicy zabudowaniach pofabrycznych zakładu Hanela funkcjonowały warsztaty szkolne i hala sportowa, na której trenowali zawodnicy klubu Obuwnik Prudnik.

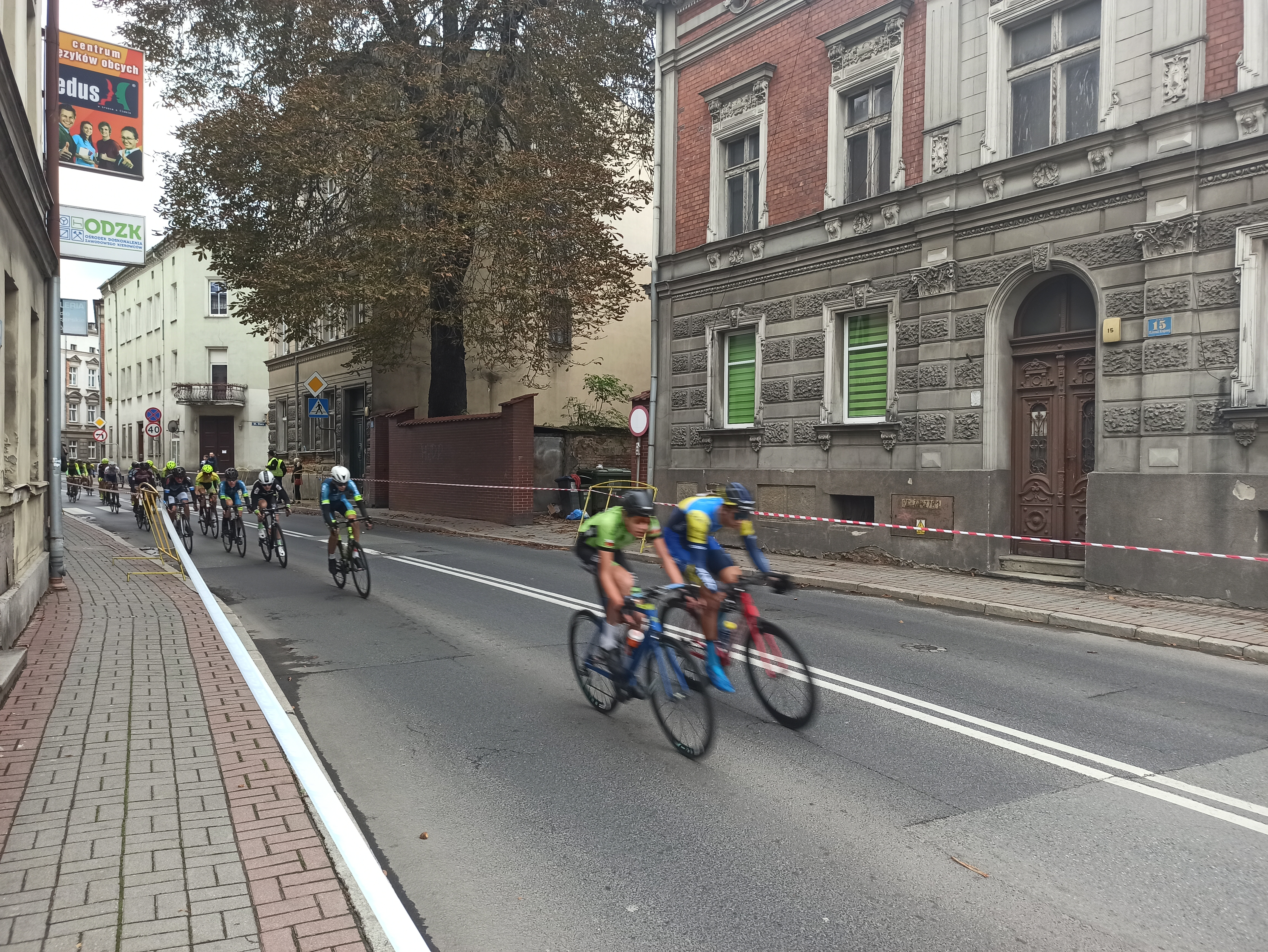
Zawodnicy Memoriału Stanisława Szozdy na ul. Armii Krajowej (2021)

W 1990 ulica została przemianowana na Armii Krajowej. Od 1998 przy ulicy, pod numerami 18–20, znajdowała się siedziba Telewizji Kablowej Prudnik. Od 2014 ulicą przebiega trasa wyścigu kolarskiego Memoriał Stanisława Szozdy. W 2016 rozebrano grożący zawaleniem komin przy dawnej fabryce obuwniczej Hanela.

## Obiekty

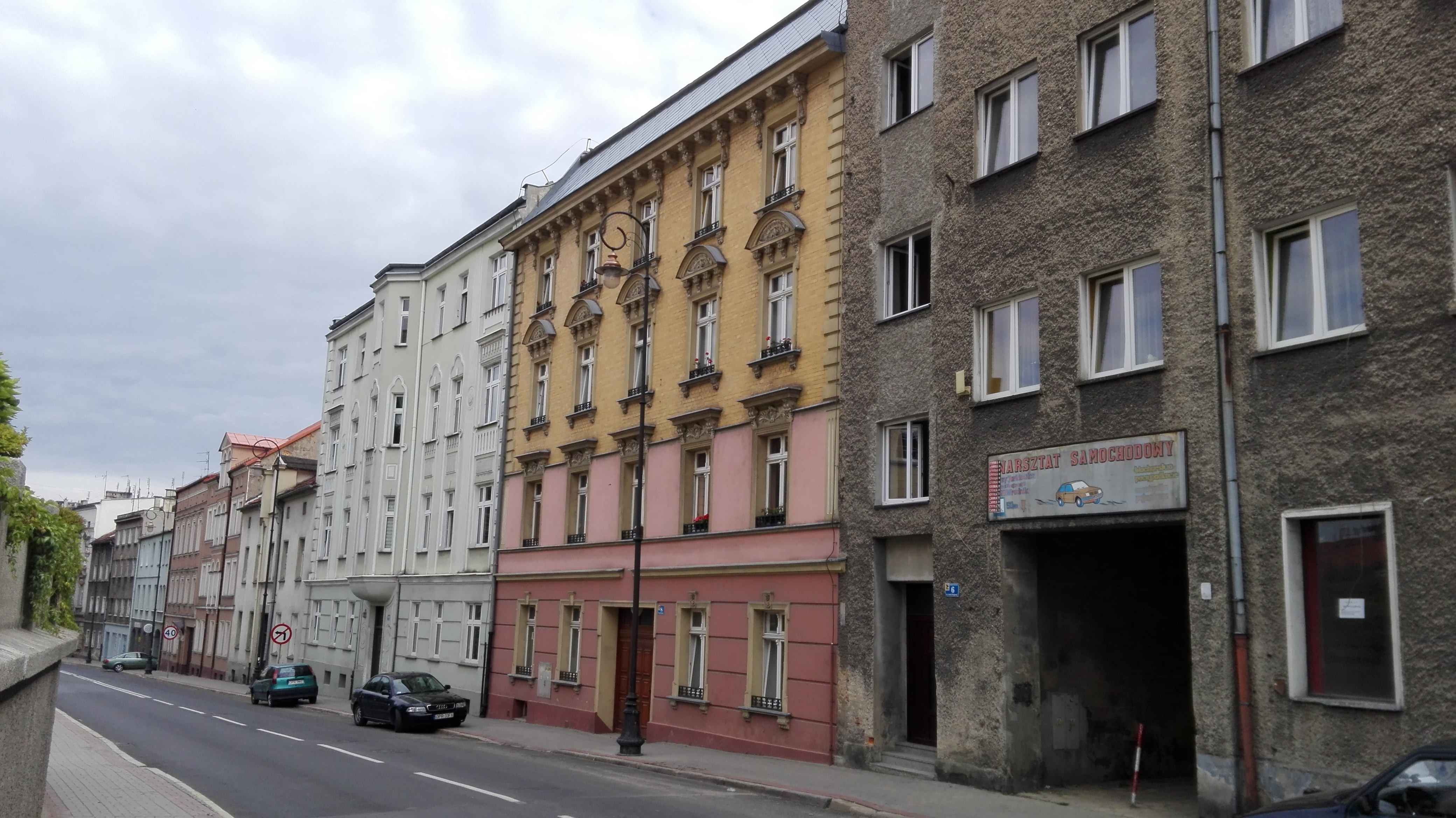
Zabudowa przy ulicy

Północna pierzeja ulicy ma charakter niejednolity. Krańce zachodni i wschodni są ujęte w zabudowę w postaci kamienic z I połowy XIX wieku. Środkowy fragment ulicy wypełnia zieleń miejska (planty).
- nr 1 – budynek filialny Zespołu Szkolno-Przedszkolnego nr 1. Przed reformą systemu oświaty w 2017 Publiczne Gimnazjum nr 1 im. Kardynała Stefana Wyszyńskiego. Budynek wzniesiono w 1861 w stylu angielskim jako siedzibę męskiej szkoły realnej. Od 1869 funkcjonowała jako gimnazjum[7].
- nr 3 – neogotycka kamienica narożna u zbiegu z ul. Krótką[3].
- nr 6 – kamienica, w której do końca II wojny światowej mieściła się restauracja i zajazd „Kaiserkrone”. Następnie, do lat 60. XX wieku, kiedy budynek przeszedł remont, znajdowała się w niej restauracja „Kaskada”[15].

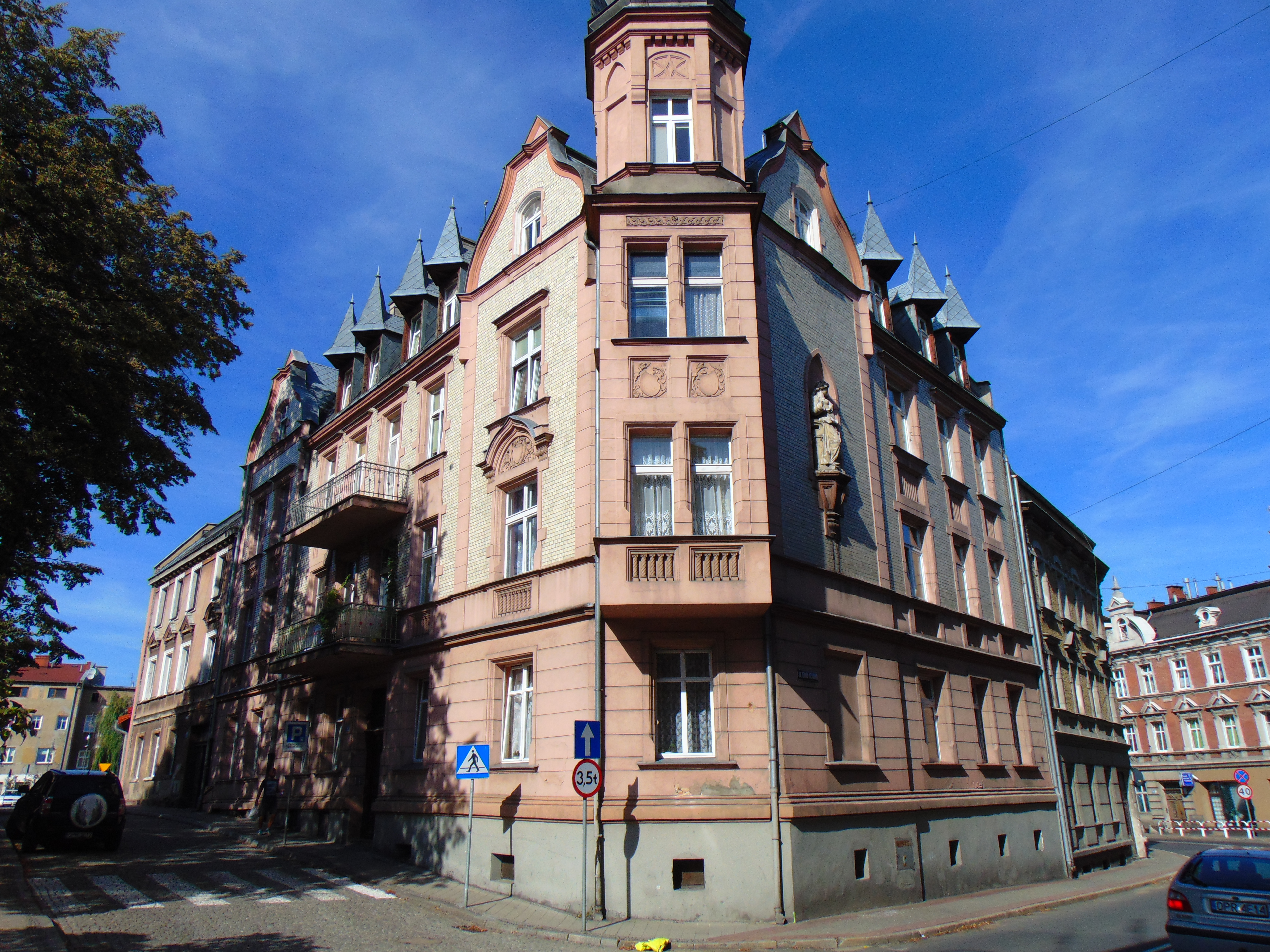
Kamienica nr 3

Według stanu na 2024 do gminnej ewidencji zabytków było wpisanych 38 obiektów położonych przy ul. Armii Krajowej: szkoła podstawowa (pod numerem 1), dawne internaty Zespołu Szkół Zawodowych (pod numerami 8, 10), dawny budynek gospodarczy (pod numerem 8), 5 obiektów Zespołu Szkół Zawodowych pod numerem 14 (internat, oficyna, stołówka, kotłownia, komin kotłowni), 21 domów (pod numerami: 2, 3, 4, 5, 7, 9, 11, 12, 15, 16, 18–20, 22, 24, 26, 28, 30, 32, 34, 36, 38, 40), 8 oficyn (pod numerami: 5, 6A, 6B, 6C, 6D, 9A, 14, 16).

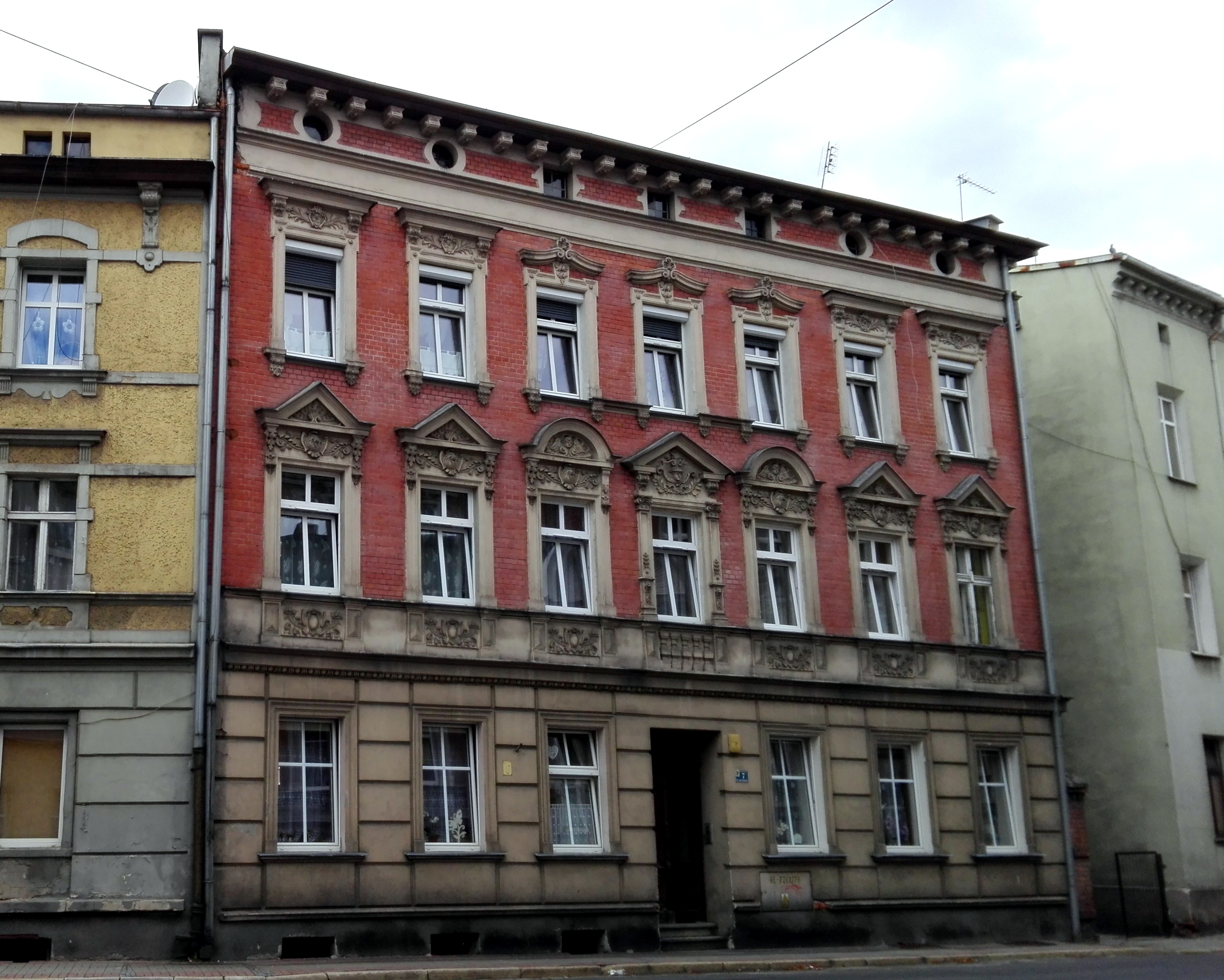
Kamienica nr 7
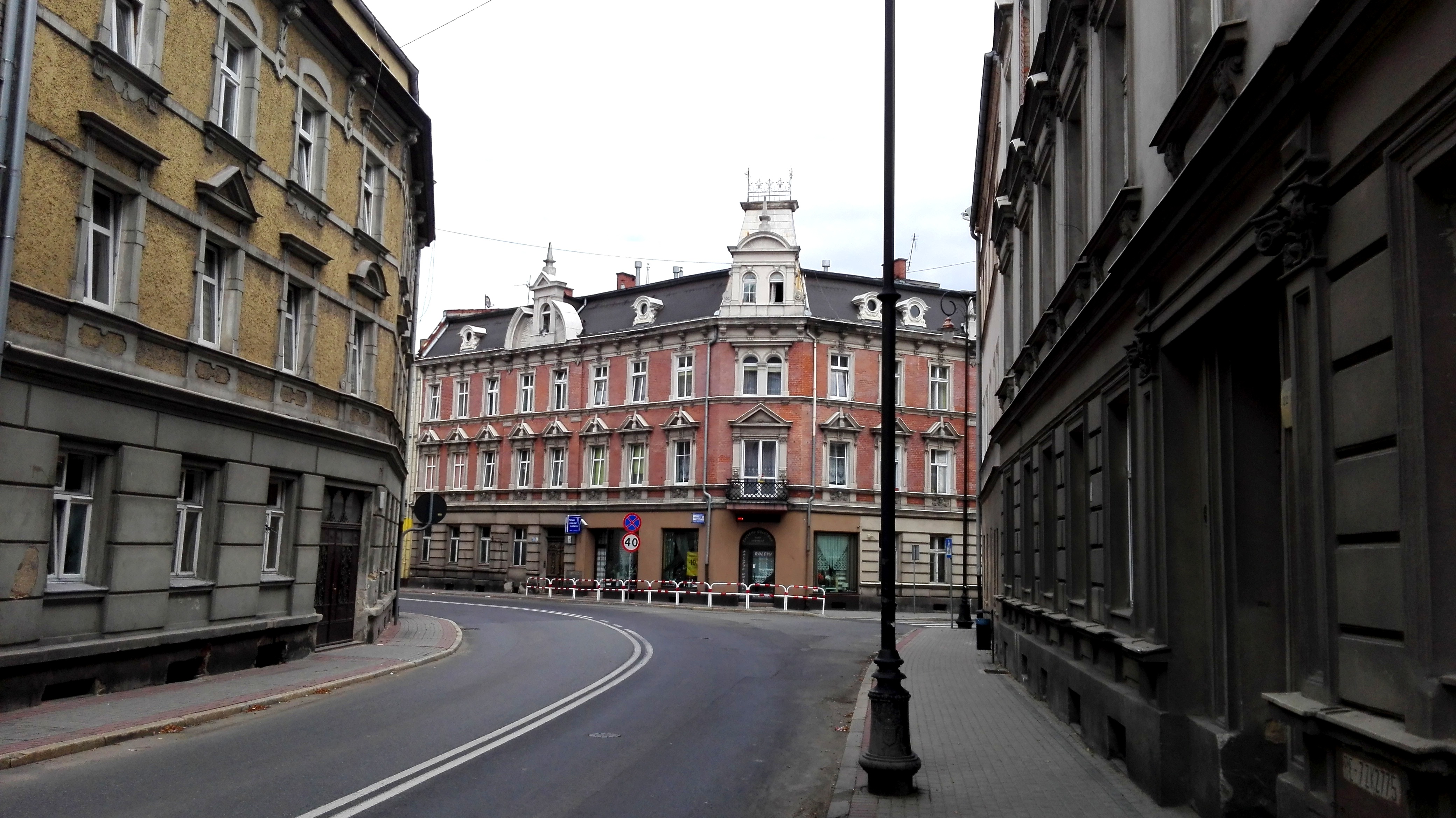
Kamienica nr 28